# Limenitis tioma
Limenitis tioma är en fjärilsart som beskrevs av John Nevill Eliot 1878. Limenitis tioma ingår i släktet Limenitis och familjen praktfjärilar. Inga underarter finns listade i Catalogue of Life.